# 옥스퍼드-아스트라제네카 코로나19 백신

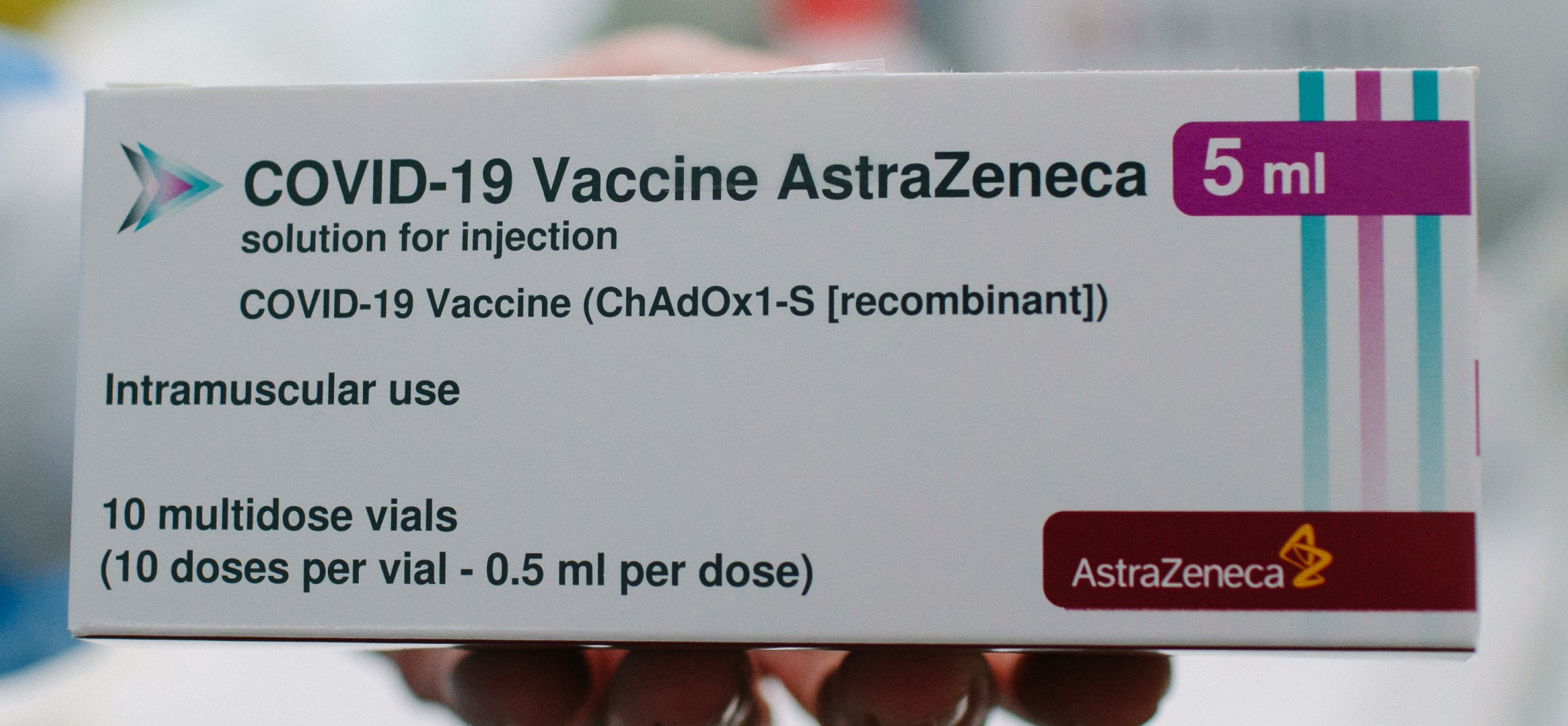
한 상자에 10 병, 각 5ml 병, 옥스포드-아스트라 제네카 백신 1병당 10명이 접종할 수 있다.

옥스퍼드-아스트라제네카 코로나19 백신은 영국 옥스퍼드 대학교와 아스트라제네카가 개발한 코로나19 백신이다. 개발명은 AZD1222이며, 코비실드(Covishield)나 백스제브리아(Vaxzevria)란 제품명으로 판매되고 있다. 대한민국에서는 다른 백신과의 구별을 위해 해당 백신을 흰색으로 구별한다.

## 생산
2020년 7월 22일, SK바이오사이언스는 아스트라제네카가 개발중인 코로나19 백신 후보물질(AZD1222)를 생산하기로 제휴를 맺었다. 생산기지는 경북 안동에 위치한 '엘(L)하우스'다. 현재까지도 이 공장에서 아스트라제네카 백신이 생산되고 있다.
인도세룸인스티튜트는 이 회사가 생산한 아스트라제네카 백신을 코비실드(Covishield)라는 이름으로 판매하고 있다.

## 역사
AZD1222는 영국 옥스퍼드 대학교 제너 연구소에서 개발했으며 아데노바이러스 벡터(ChAdOx1)를 이용해 전달된 코로나19 유전자는 체내에서 스파이크 단백질을 발현해 면역반응을 일으킨다.
2020년 5월 21일, 미국 정부가 아스트라제네카와 최대 12억달러의 계약을 맺으면서 백신 3억회 분량을 확보했다. 미국인들 전원이 한 번씩 맞을 수 있는 양이다. 미국 정부는 국민들을 위해 백신을 사전구매하는 ‘워프 스피드 프로그램’을 진행 중이다.
6월 13일, 아스트라제네카는 옥스퍼드대학과 함께 개발한 AZD1222 백신 최대 4억회 분량을 유럽 시민들에게 공급하는 계약을 독일, 프랑스, 네덜란드, 이탈리아 등 4개국과 체결했다.
6월 30일, 브라질 정부는 아스트라제약과 영국 옥스퍼드대학이 개발 중인 코로나19 백신 후보 'AZD1222'의 생산 및 공급을 위해 1억2700만달러(약 1524억원) 규모 계약을 체결했다고 전했다. 계약에 따라 브라질 정부는 올해 12월과 2021년 1월에 해당 백신을 3000만 도스 이상을 생산하는 등 최대 1억 도스까지 생산이 가능하다. 백신 생산은 브라질 정부의 공공보건 기관인 오스왈도 크루즈 재단이 담당할 예정이며 이를 위해 백신 생산에 필요한 기술 및 물자를 구매할 계획인 것으로 알려졌다.
7월 20일, 의학저널 란셋에 발표된 논문에서 아스트라제네카는 지난 4월23일~5월21일 영국 18~55세 성인 1077명을 대상으로 한 코로나19 백신 후보물질 AZD1222의 임상 1상시험 결과 참가자 전원으로부터 보호 중화항체(neutralizing antibody·병원체나 감염성 입자가 신체에 침투했을 때 바이러스를 중화해 세포를 방어하는 항체)와 면역T세포(바이러스에 감염된 세포를 파괴하는 세포)가 확인됐다고 밝혔다.
임상 1상에서 백신 후보물질들 중에 가장 빠른 희망적 성과다.
7월 20일, 마이크로소프트(MS) 창업자인 빌 게이츠 빌 & 멜린다 게이츠 재단 회장이 문재인 대통령에게 서한을 보내 "신종 코로나바이러스 감염증(코로나19)에 대한 한국의 대응에 감명을 받았다"며 협력을 강화하겠다는 의지를 밝혔다. "한국이 백신 개발에 있어 선두에 있다"면서, "게이츠 재단이 연구개발을 지원한 SK바이오사이언스가 백신 개발에 성공할 경우 내년 6월부터 연간 2억개의 백신을 생산할 수 있을 것"이라고 내다봤다.
빌 게이츠는 한국 정부와 게이츠 재단이 공동으로 조성한 라이트 펀드에 대한 재단 출자를 확대하겠다는 의사도 표명했다. 라이트 펀드는 세계 공중보건 증진을 목표로 지난 2018년 7월 한국의 보건복지부, 게이츠 재단, 국내 생명과학기업이 공동출자해 설립된 민관협력 비영리재단이다. 한국 정부는 2022년까지 5년간 250억원을 출자하고 게이츠 재단은 나머지 250억원 가운데 절반을 출자할 계획이었다.
AZD1222는 세계에서 개발 속도가 가장 빠른 코로나19 백신으로 꼽힌다. 현재 8000명의 자원자를 대상으로 임상 3상이 진행 중이다. 미국과 영국 등 여러 나라 정부와 비영리 단체가 아직 효과가 입증되지 않았음에도 옥스퍼드 백신 20억 개에 수억 달러를 내기로 했으며 옥스퍼드 백신은 백신 후보 가운데 가장 처음으로 3상 임상 시험에 들어갔다.
2020년 8월, 아스트라제네카는 미국에서 약 3만명을 대상으로 한 3상 임상시험을 진행할 예정이다. 아스트라제네카는 'AZD1222'이 후기 임상시험이 성공적으로 입증될 경우, 코로나19 대유행 동안 영국, 미국, 유럽을 포함해 일본, 인도 등에 약 20억회 분량의 백신을 공급하겠다는 약속을 발표한 바 있다.
2020년 9월, 에이드리언 힐 옥스퍼드대학 연구원은 "아스트라제네카의 제조 역량이면 오는 9월까지 100만회분의 백신이 생산될 수 있다"고 말했다. 이스트라제네카는 12억달러 개발자금을 지원한 미국과의 합의에 따라 이르면 10월부터 미국에 백신을 공급할 예정이다. 영국도 아스트라제네카와 백신 일부를 공급받기로 합의했다. 미국은 옥스포드대와 아스트라제네카 연구에 12억 달러(1조4천여억원)를 투자한 대가로 3억명분을 공급받을 예정이다.
2020년 9월, 영국은 아스트라제네카로부터 9월에 3천만개, 이후까지 총 1억명분의 백신을 우선 공급받기로 계약했다. 아스트라제네카는 오는 9월부터 백신을 연간 20억 회분 생산하기로 목표를 정했다.
2020년 9월, 아스트라제네카의 3상시험 중에 한 영국인 참가자에게서 심각한 부작용이 발생해 실험이 잠시 중단되기도 했다.

## 승인

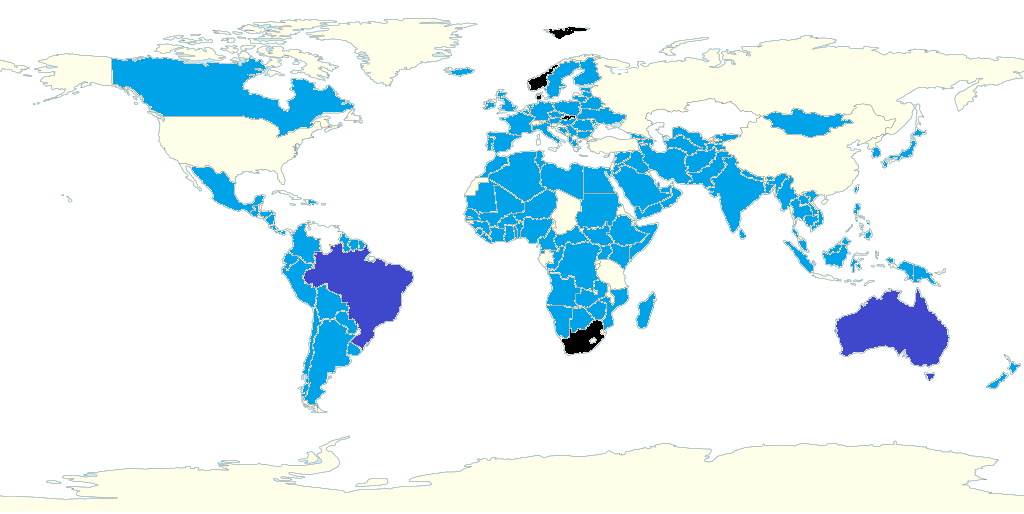
이 백신이 일반용으로 승인된 국가
이 백신이 긴급사용승인된 국가
사용 중단

2021년 8월 31일 현재 이 백신은 2개국에서 정식 사용 승인, 172개국에서 긴급사용승인을 받았다.

## 논란

### 고령층 효능 논란
2021년 1월, 독일에서의 이 백신이 고령층에 대한 효과가 8%에 불과하다는 보도를 시작으로 현재까지 고령층에 효과가 있는지에 대한 논란이 지속되고 있다. 많은 유럽국가들이 고령층에 대한 접종을 제한했고, 스위스는 아예 이 백신의 승인을 보류했다. 이 논란은 3월 말 미국 임상시험에서 고령층에 효과가 있다는 결과가 나오면서 끝났다.

## 같이 보기
- RNA 백신
- 모더나 코로나19 백신 - 모더나 백신
- 화이자-바이온텍 코로나19 백신 - 화이자 백신
- 코로나19 백신